# 江島 (鈴鹿市)
江島（えじま）は、三重県鈴鹿市にある地名。旧・小笠原藩領。初代藩主は小笠原胤次。

## 施設

### 警察署
- 鈴鹿警察署

### 図書館
- 市立図書館 江島分館

### 郵便局
- 鈴鹿江島郵便局

### スポーツ施設
- AGF鈴鹿体育館（鈴鹿市立体育館）
- 市立テニスコート
- 鈴鹿市武道館
- ヤマトマリーナ

### 公民館
- 市立愛宕公民館
- 市立白子公民館

### 集会所
- 白子コミュニティセンター
- 江島一丁目集会所
- 江島六丁目集会所
- 江島七丁目集会所

### 小学校
- 鈴鹿市立愛宕小学校

### 幼稚園・保育園
- あおば保育園（閉園）
- 白子保育所

### 古民家
- 河合家
- 北村家
- 伊達家 (油屋忠兵衛家)
- 野嶋家

### 公園
- 江島総合スポーツ公園
- 江島公園
- 江島丘公園
- 東石橋公園
- 冨士見ケ丘公園
- 後端公園

### 文化会館・資料館
- 江島カルチャーセンター
- 芙蓉館・勢松丸資料館

### 寺社・地蔵
- 愛宕神社
- 江島若宮八幡宮
- 六體地蔵
- 雲心院 (小笠原家菩提寺)

### 旅館
- 新みやこ

### 跡地
- 玉垣口停留所跡（伊勢電気鉄道）

## 活動

### 劇団
- 人形劇団 竹とんぼ

## イベント・祭り
- 江戸祭り
- 六體地蔵盆祭り

## 文化財
- 江島若宮八幡神社絵馬群